# Route nationale 34 (Estonie)
Pour les articles homonymes, voir Route nationale 34.
La route nationale 34 (Tugimaantee 34) est une route nationale estonienne reliant Kiviõli à Varja. Elle mesure 8,7 km.

## Tracé
- Comté de Viru-Est
  - Kiviõli
  - Erra
  - Erra-Liiva
  - Lüganuse
  - Mustmätta (en)
  - Varja